# Іштлільхочитль I

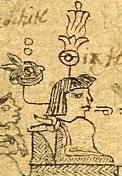
Іштлільхочитль I

Іштлільхочитль I (1380–1418) — тлатоані Тескоко з 1409 до 1418 року, намагався встановити власну гегемонію у долині Мехіко.

## Життєпис
Походив з династі тлатаоні—акольхуас міста—держави Тескоко. Син Течотлалатля, тлатаоні Тескоко, та Тоцкуецин, з роду володарів Коатлічана. Про молоді роки мало відомостей. Ймовірно на час приходу до влади мав неабиякий державний та військовий досвід. У 1409 році стає володарем Тескоко.
Із самого початку став створювати коаліцію з метою повалити гегемонію міста-держави Ацкапотцалько й відповідно зробити таким самим гегемоном Тескоко. Для цього він уклав своєрідний союз з Теночтітланом, для зміцнення якого у 1414 році взяв за дружину доньку Уїціліуїтля. Того ж року він оголосив себе володарем чичимеків.
Підготувавшись 1417 році Іштлільхочитль розпочав війну проти Ацкапотцалько. Втім сподівання тлатаоні Тескоко не виправдалися, він отримав замало підтримки, навіть його тесть надав допомогу ворогові Тескоко — Тезозомоку, тлатаоні Ацкапотцалько. Проте цього ж року Іштлільхочитль вдало захищав своє місто від супротивників, відбив напад Тезозомока й навіть декілька місяців сам облягав місто Ацкапотцалько, втім без усіляко успіху. наступного — 1418 — року військові дії поновилися. Вирішальна битва відбулася біля гори Тлалок. Тут Іштлільхочитль I зазнав цілковитої поразки й загинув.
Внаслідок прагнення Іштлільхочитль I посилити свій вплив Тескоко повністю було підкорено владі Ацкапотцалько.

## Родина
1. Дружина — Матлалкхуацін, донька Уїціліуїтль, тлатоані Теночтітлана
Діти:
- Незауалькойотль
- Атотоцин

2. Дружина (ім'я невідоме).
- Було 3 дітей.